# Paolo Salvi
Luigi Paolo Salvi (Brescia, 22 de novembre de 1891 – Mauthausen, Àustria, 12 de gener de 1945) va ser un gimnasta artístic italià, que va competir a començament del segle xx.
El 1912 va prendre part en els Jocs Olímpics d'Estocolm, on va guanyar la medalla d'or en la prova del concurs complet per equips del programa de gimnàstica.
Vuit anys més tard, un cop finalitzada la Primera Guerra Mundial, va disputar els Jocs d'Anvers, on revalidà la medalla d'or en el concurs complet per equips.
Morí al camp de concentració de Mauthausen el 12 de gener de 1945.